# Eugenie Bouchardová
Eugenie „Genie“ Bouchardová (nepřechýleně Bouchard, * 25. února 1994 Montréal) je kanadská tenistka, která na profesionální okruh vstoupila v roce 2009. Ve své dosavadní kariéře vyhrála na okruhu WTA Tour jeden singlový turnaj, když triumfovala na Nürnberger Versicherungscupu 2014. Deblovou trofej vybojovala na ASB Classic 2019. V rámci okruhu ITF získala šest titulů ve dvouhře a jeden ve čtyřhře.
Na žebříčku WTA byla ve dvouhře nejvýše klasifikována v říjnu 2014 na 5. místě a ve čtyřhře pak v srpnu 2013 na 103. místě. V sezóně 2020 se její trenérkou stala bývalá australská tenistka Rennae Stubbsová.
Na nejvyšší grandslamové úrovni se probojovala nejdále do finále londýnského Wimbledonu 2014, v němž hladce podlehla Petře Kvitové. Stala se tak vůbec první Kanaďankou v historii, která prošla do finále dvouhry seniorského Grand Slamu. Na dvou předcházejících majorech vypadla v semifinále. Na Australian Open 2014 do něj postoupila po třísetové výhře nad bývalou světovou jedničkou Anou Ivanovićovou. Po krajance Carling Bassettové-Segusové se tak stala druhým kanadským tenistou v otevřené éře tenisu, včetně mužů, který postoupil do této fáze majoru. Mezi poslední čtveřicí hráček pak nestačila na Číňanku Li Na. Na antukovém French Open 2014 ji ve stejné fázi vyřadila Maria Šarapovová.
V kanadském týmu Billie Jean King Cupu debutovala v roce 2011 dubnovým utkáním baráže druhé Světové skupiny proti Slovinsku, v němž nejdříve podlehla Hercogové a poté vyhrála nad Zecovou Peškiričovou. V roli týmové jedničky byla hlavní strůjkyní historicky prvního kanadského postupu do Světové skupiny, když v baráži 2015 proti Slovensku získala dva body. V roce 2023 byla členkou vítězného kanadského týmu. Do roku 2024 v soutěži nastoupila k dvanácti mezistátním utkáním s bilancí 12–4 ve dvouhře a 3–0 ve čtyřhře.
Kanadu reprezentovala na Letních olympijských hrách 2016 v Riu de Janeiru, kde v ženské dvouhře vypadla ve druhém kole, když nestačila na pozdější stříbrnou medailistku Angelique Kerberovou. Do ženské čtyřhry nastoupila s Gabrielou Dabrowskou. Soutěž opustily po prohře ve druhé fázi od později bronzového páru Lucie Šafářová a Barbora Strýcová.

## Tenisová kariéra

### Juniorská kariéra

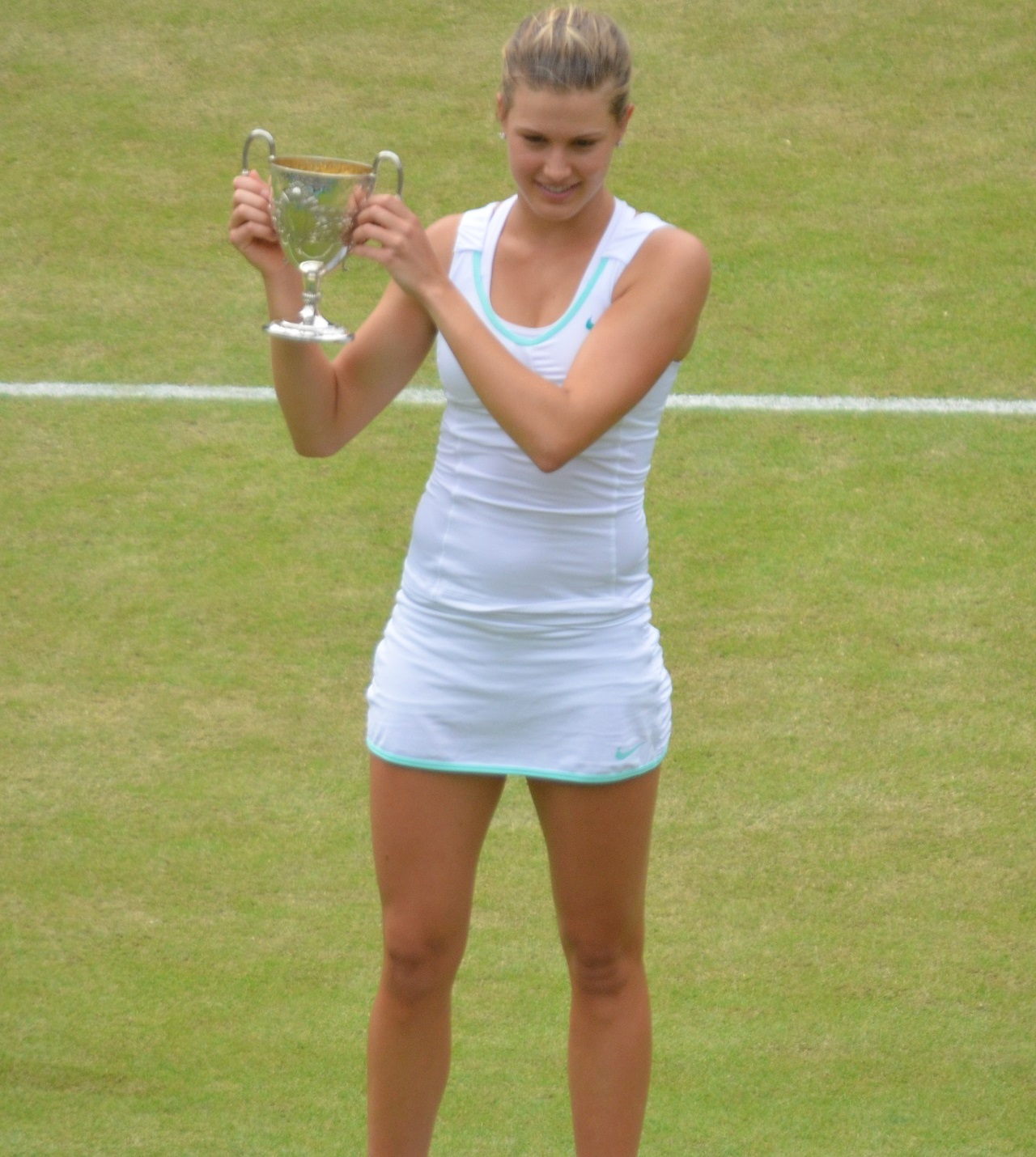
S pohárem pro vítězku juniorky Wimbledonu 2012

Tenis začala hrát v pěti letech. Trénuje v Národním tenisovém centru Kanady v Montréalu.
V juniorské kategorie získala tři Grand Slamy. Singlový titul si připsala na travnatém Wimbledonu 2012 poté, co ve finále porazila Ukrajinku Elinu Svitolinovou. Stala se tak vůbec prvním kanadským tenistou, včetně kategorie dospělých, který vyhrál grandslamovou dvouhru. Po tomto triumfu dosáhla maxima na světovém juniorském žebříčku ITF, když jí patřilo 2. místo.
Ve Wimbledonu 2012 přidala se spoluhráčkou Taylor Townsendovou titul z juniorské čtyřhry, což znamenalo obhajobu deblové trofeje z Wimbledonu 2011, kdy do vítězné soutěže nastoupila s Američankou Grace Minovou.

### 2011: Debut na okruhu WTA
V úvodu února dosáhla na první titul profesionální kariéry, když triumfovala na australském turnaji okruhu ITF s dotací 25 tisíc dolarů Burnie International. Ve finále zdolala 16letou Číňanku Čeng Saj-saj Obě hráčky postoupily do hlavní soutěže z kvalifikace. V dubnu si připsala druhou trofej z události ITF s dotací 10 tisíc dolarů v chorvatském Šibeniku. V rozhodujícím zápasu uštědřila debakl kvalifikantce Jessice Ginierové. Zranění ji vyřadilo z French Open. Premiérovou finálovou účast ve čtyřhře zaznamenala po boku Megan Moultonové-Levyové na turnaji ITF s rozpočtem 50 tisíc dolarů WOW Tennis Challenger v kanadském Waterloo, kde nestačili na pár Američanek Alexandra Muellerová a Asia Muhammadová.
Na konci července porazila na Citi Open 114. tenistku světa Alison Riskeovou. Vítězství znamenalo její první vyhraný zápas v hlavní soutěži turnaje okruhu WTA Tour. Následně ji však zastavila druhá nasazená a pozdější vítězka Naděžda Petrovová po dvousetovém průběhu. V srpnu obdržela divokou kartu na torontský Canada Masters, kde ji v úvodním kole vyřadila Němka Andrea Petkovicová ve dvou setech.

### 2012: Double z wimbledonské juniorky

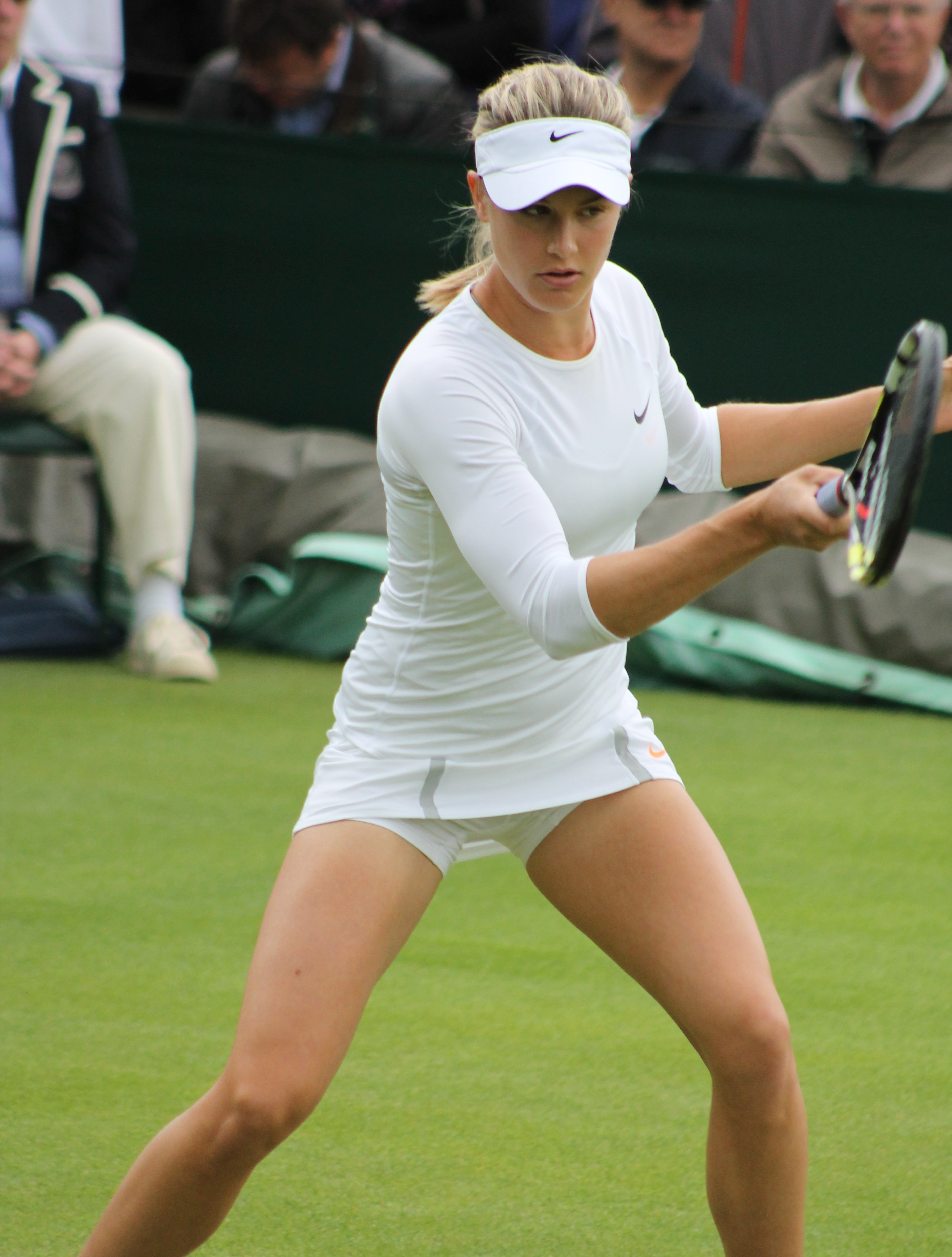
Ve Wimbledonu 2013

Debutový titul ze čtyřhry přišel na dubnovém turnaji ITF s dotací 50 tisíc dolarů v alabamském Dothanu, když s Američankou Jessicou Pegulaovou ve finále zdolaly kanadskou dvojici Sharon Fichmanová a Marie-Ève Pelletierová. V květnu následovala třetí singlová trofej ITF z turnaje dotovaného 10 tisíc dolary ve švédském Båstadu, kde v závěrečném zápase přehrála Katharinu Lehnertovou po dvousetovém průběhu. Vítěznou sérii prodloužila na události ITF s rozpočtem 10 tisíc dolarů opět na båstadské antuce. Ve finále na ni nestačila Milana Špremová ze Srbska.
Na konci července slavila další triumf na okruhu ITF. Turnaj s rozpočtem 25 tisíc dolarů v quebeckém Granby ovládla poté, co krajanka a obhájkyně titulu Stéphanie Duboisová finálový duel za stavu 6–2 a 5–2 skrečovala. Další týden obdržela divokou kartu na washingtonský Citi Open. Poprvé v kariéře se na okruhu WTA Tour probojovala až do čtvrtfinále, v němž jí stopku vystavila Sloane Stephensová. Na kanadském Rogers Cupu v úvodu vyřadila bývalou světovou jedenáctku Šachar Pe'erovou z Izraele. ve druhém kole nenašla recept na favorizovanou Li Na. Premiérové finále turnaje ITF s dotací 50 tisíc dolarů si zahrála v kanadském Saguenay, v němž ji zdolala Madison Keysová. Na počátku listopadu si připsala první titul ITF s rozpočtem 50 tisíc dolarů z torontské události Tevlin Women's Challenger, kde hladce porazila krajanku Sharon Fichmanovou.

### 2013: Ósacké finále a nováček roku

#### Úvodní část
Na začátku sezóny se pokoušela kvalifikovat do hlavní soutěže Apia International Sydney, ale neuspěla, když v úvodním kole kvalifikace podlehla Storm Sandersové po nezvládnutých tiebreacích. V další kvalifikační soutěži Australian Open nestačila ve druhé fázi na Darju Gavrilovovou poté, co opět prohrála zkrácené hry na konci setů.

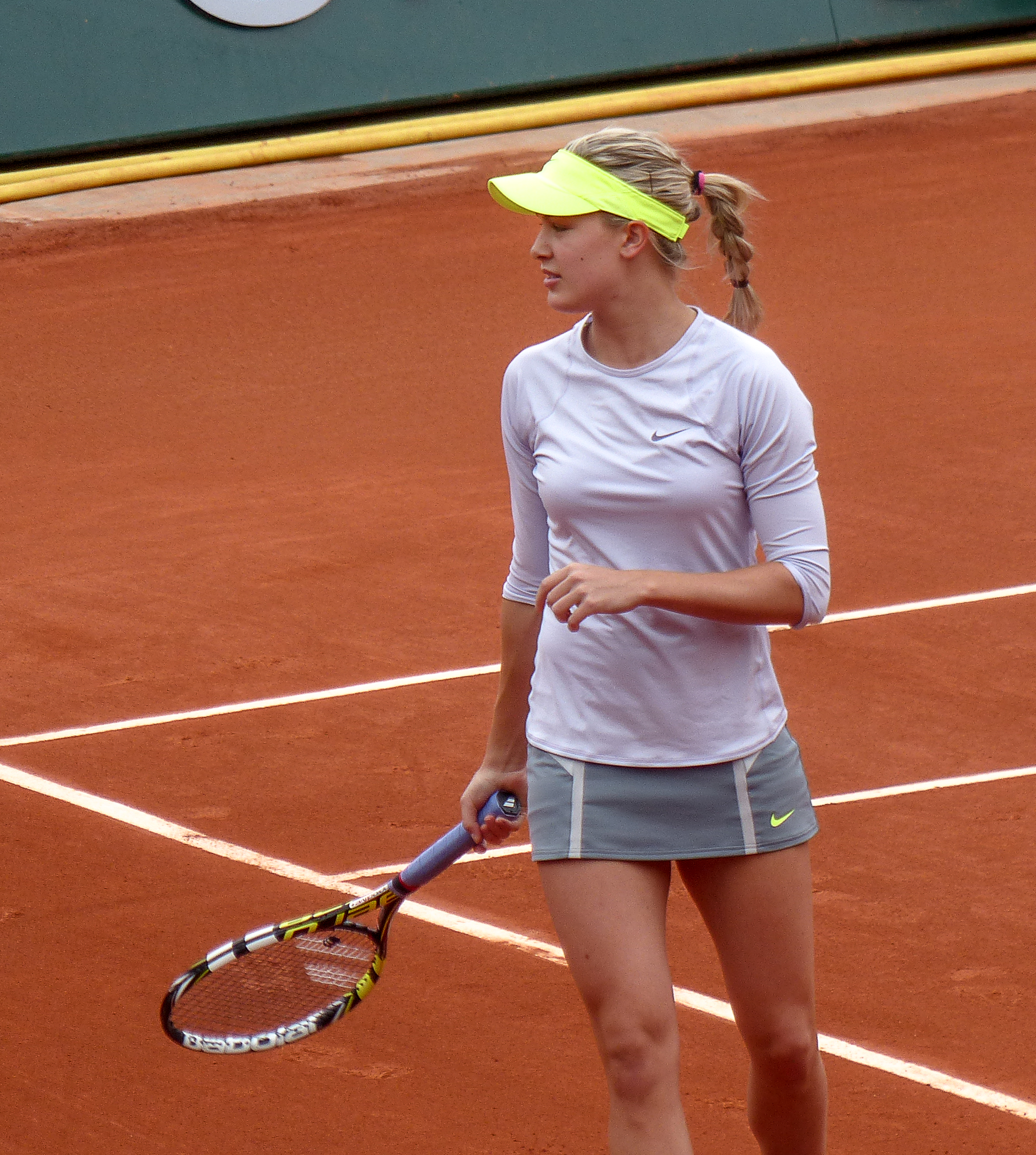
Během French Open

Hlavní soutěž si zahrála na kalijském turnaji Copa Bionaire ze série WTA 125K. Na úvod přehrála Lauru Thorpeovou, aby ji ve druhém kole vyřadila Ruska Alexandra Panovová. Na další události Copa Colsanitas odehrála opět kvalifikaci. Po výhře nad Richèl Hogenkampovou0, však do turnaje nepronikla, když byla nad její síly Arantxa Parraová Santonjaová. První kolo turnaje Abierto Mexicano Telcel v Acapulcu zvládla. Po výhře nad Evou Birnerovou ve dvou sadách, ji ve druhé fázi stopku vystavila obhájkyně titulu a nejvýše nasazená Italka Sara Erraniová. Na miamském Sony Open Tennis obdržela od pořadatelů divokou kartu. V prvním utkání zdolala Izraelku Šachar Pe'erovou, aby následně podlehla favorizované světové dvojce Marii Šarapovové. Pokračování americké série následovalo na Family Circle Cup. Po úspěšně zvládnuté kvalifikaci porazila Nastassju Burnetovou. Poté přešla přes 42. hráčku žebříčku Laurua Robsonovou ve třech setech. Jednalo se o její první výhru nad tenistkou elitní padesátky v kariéře. Dobrá forma se projevila v dosud největším vítězství profesionální dráhy nad Samanthou Stosurovou, která však za stavu 6–1 a 2–0 pro Kanaďanku skrečovala. Ve čtvrtfinále turnaje kategorie Premier nenašla recept na Srbku Jelenu Jankovićovou, na níž uhrála jen tři gamy. Bodový zisk však znamenal premiérový průnik do elitní stovky žebříčku WTA.

#### Letní sezóna

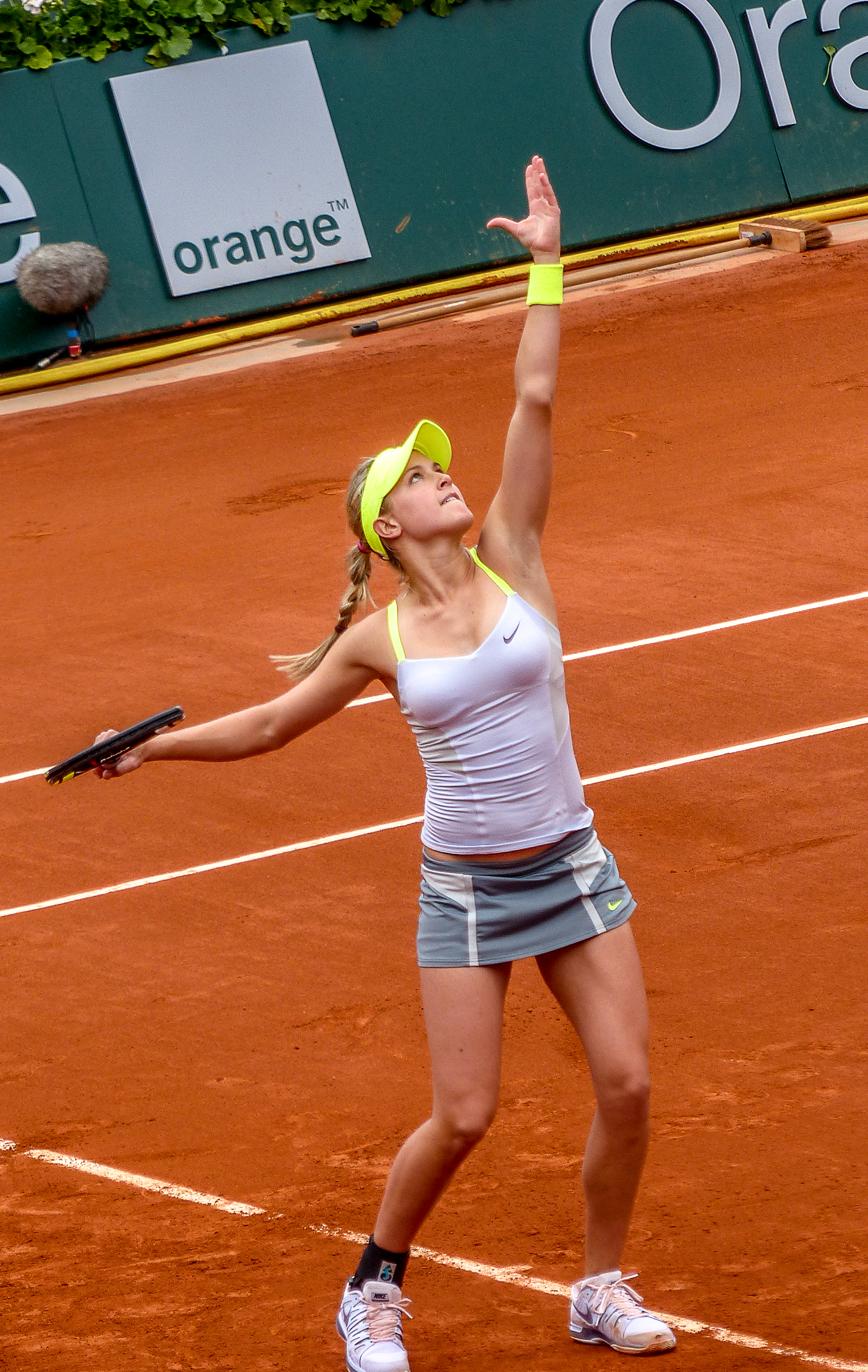
Podání na French Open

Během přípravy na Roland Garros odehrála Internationaux de Strasbourg, kde dosáhla dosavadního maxima. Na cestě do semifinále ji nedokázaly vzít žádný set Sílvia Solerová Espinosová, Camila Giorgiová ani Anna Tatišviliová. Mezi poslední čtyřkou byla nad její síly Francouzka Alizé Cornetová po třísetové bitvě. Pařížský French Open představoval první účast v hlavní soutěži grandslamu. po výhře nad Bulharkou Cvetanou Pironkovovou však podruhé v roce narazila na obhájkyni titulu Marii Šarapovovou, která ukončila její účinkování ve dvou sadách.
Na úvod travnatého Wimbledonu zdolala kazašskou kvalifikantku Galinu Voskobojevovou v těžkém třísetovém klání. Ve druhém kole zaznamenala překvapivé vítězství na centrálním dvorci nad světovou dvanáctkou Anou Ivanovićovou. Ve třetím však vypadla se Španělkou Carlou Suárezovou Navarrovou
V srpnu se na amerických betonech probojovala do premiérového finále okruhu WTA Tour, když po boku Američanky Taylor Townsendové prošly do boje o titul na washingtonském Citi Open. Z něho odešly poraženy japonsko-ruským párem Šúko Aojamová a Věra Duševinová. Další týden postoupila podruhé v řadě do druhého kola Rogers Cupu, kde ji vyřadila obhájkyně titulu Petra Kvitová.
Na navazující události WTA Premier 5 Western & Southern Open v Cincinnati startovala jako kvalifikantka. V prvním kole ji zastavila světová jednička Serena Williamsová. Na závěrečném grandslamu US Open skončila ve druhé fázi na raketě deváté tenistky světové klasifikace Angelique Kerberové.

#### Závěrečná část

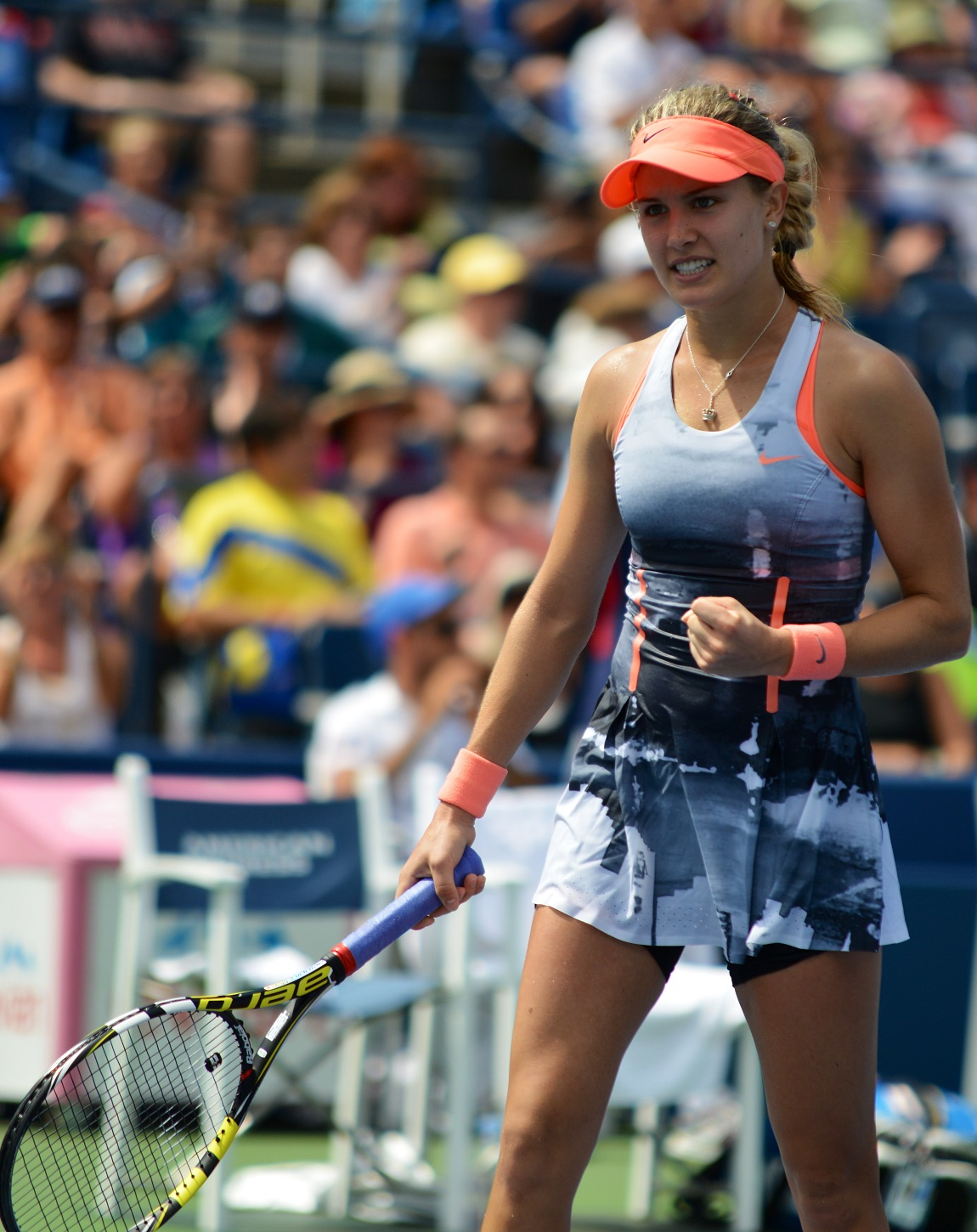
Na US Open

Podruhé si semifinále zahrála na québeckém Challenge Bell uprostřed září. V něm ji zdolala pozdější vítězka Lucie Šafářová po třísetovém průběhu. Na turnaji kategorie Premier 5 Toray Pan Pacific Open vyřadila Portoričanku Mónicu Puigovou, aby si ve druhém zápasu poradila s devátou nasazenou Sloane Stephensovou. Následně oplatila porážku turnajové šestce Jeleně Jankovićové ve dvou setech. Jednalo se o její druhý vítězný zápas nad hráčkou elitní světové desítky. V celkově čtvrtém čtvrtfinále kariéry ji však zastavila Američanka Venus Williamsová po více než třech hodinách.
Na pekingské události Premier Mandatory China Open skončila ve druhém kole se Sloane Stephensovou. Začátek října pro ni znamenal první singlové finále na okruhu WTA Tour, do něhož se probojovala na japonském HP Open. V tomto ohledu se stala první Kanaďankou ve finále od Rebeky Marinové a jejího boje o titul na Memphis Cupu 2011. Podlehla v něm australské favoritce Samanthě Stosurové. Na evropském BGL Luxembourg Open odehrála poslední turnaj roku. V úvodním kole ji vyřadila Němka Andrea Petkovicová.
Organizace WTA ji v závěru sezóny vyhlásila nováčkem roku, a to jako první Kanaďanku od roku 1983, kdy toto ocenění připadlo Carling Bassettové-Segusové.

### 2014: První titul WTA, finalistka Wimbledonu a průnik do Top 10

#### Úvodní část
Sezónu rozehrála po boku Milose Raonice jako reprezentantka Kanady na Hopman Cupu. V základní skupině A se Kanaďané umístili na druhé příčce za Polskem, což byl pro zemi javorového listu historicky nejlepší výsledek na perthském turnaji.

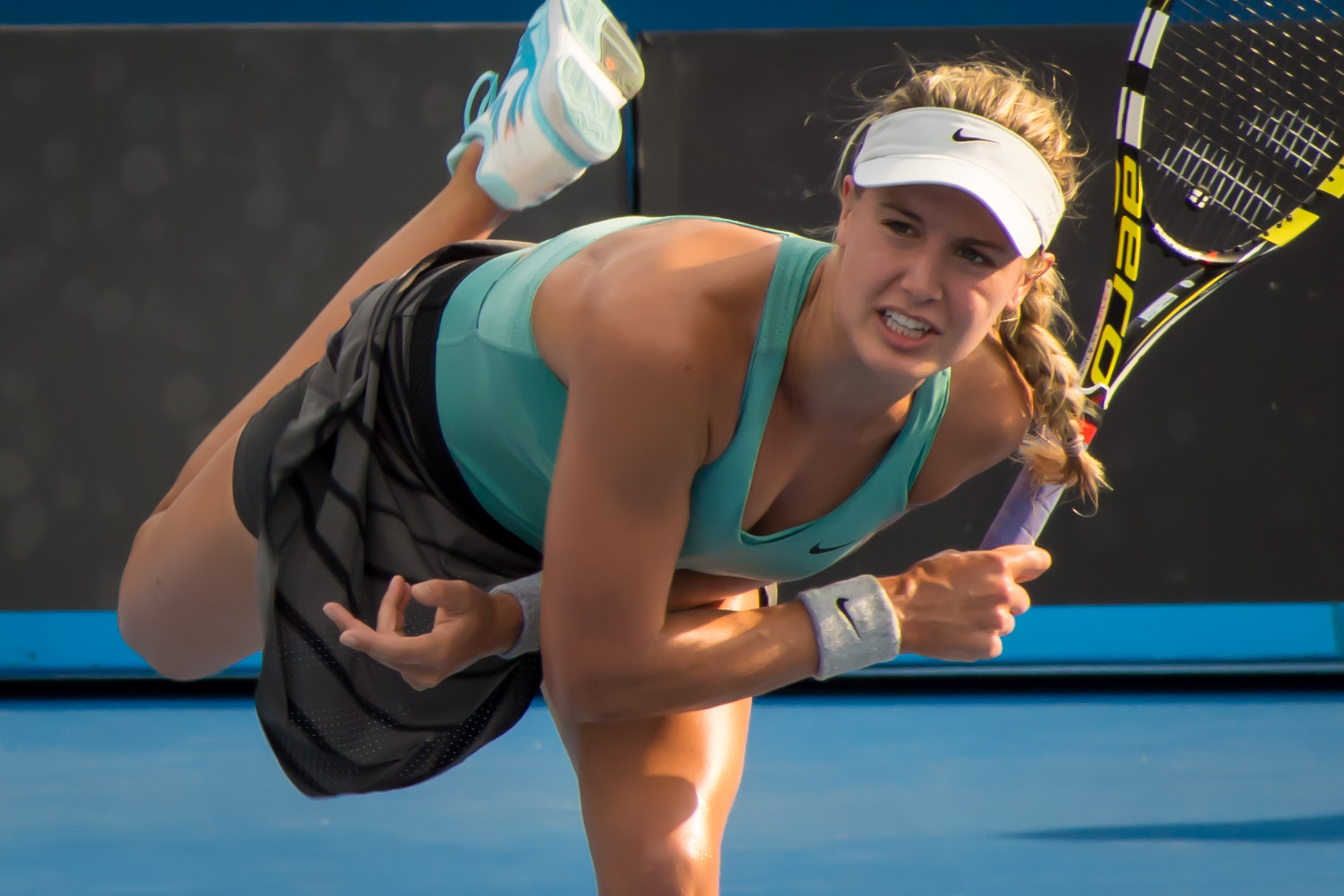
Během Australian Open

Na sydneyském Apia International podlehla v prvním kole Američance Bethanie Mattekové-Sandsové. Další týden vstoupila do Australian Open, poprvé jako nasazená hráčka na grandslamu. V roli turnajové třicítky si na úvod poradila s čínskou hráčkou startující na divokou kartu Tchang Chao-čchen. Poté vyřadila Italku Virginii Razzanovou. Ve třetí fázi bez potíží zdolala Lauren Davisovou, aby ji ani v osmifinále nezastavila Australanka Casey Dellacquová, proti níž otočila průběh utkání. Poprvé v kariéře tak postoupila do čtvrtfinále Grand Slamu. Stala se první Kanaďankou v této fázi soutěže od Patricie Hy-Boulaisové, která mezi posledních osm pronikla na US Open 1992. Následně si poradila s Anou Ivanovićovou a po Carling Bassettové-Segusové se stala druhým kanadským tenistou v otevřené éře tenisu, který se probojoval do semifinále turnaje velké čtyřky. V něm však nestačila na pozdější vítězku Li Na po dvousetové prohře. Bodový zisk ji však v následném vydání žebříčku WTA posunul na dosavadní maximum, když 27. ledna figurovala na 19. místě, poprvé mezi elitní dvacítkou hráček.
V únoru nastoupila k mezistátnímu utkání 2. světové skupiny Fed Cupu proti Srbsku. K prvnímu postupu Kanaďanek do baráže o účast ve Světové skupině od roku 2004 pomohla dvě výhrami, když zdolala Jovanu Jakšićovou a Vesnu Doloncovou.
V březnu zdolala ve druhém kole Indian Wells Masters zástupkyni čínského tenisu Pcheng Šuaj a poté potřetí porazila členku elitní desítky žebříčku WTA výhrou nad Sarou Erraniovou. V osmifinále však nenašla recept na rumunskou světovou sedmičku Simonu Halepovou.

#### Antuková sezóna

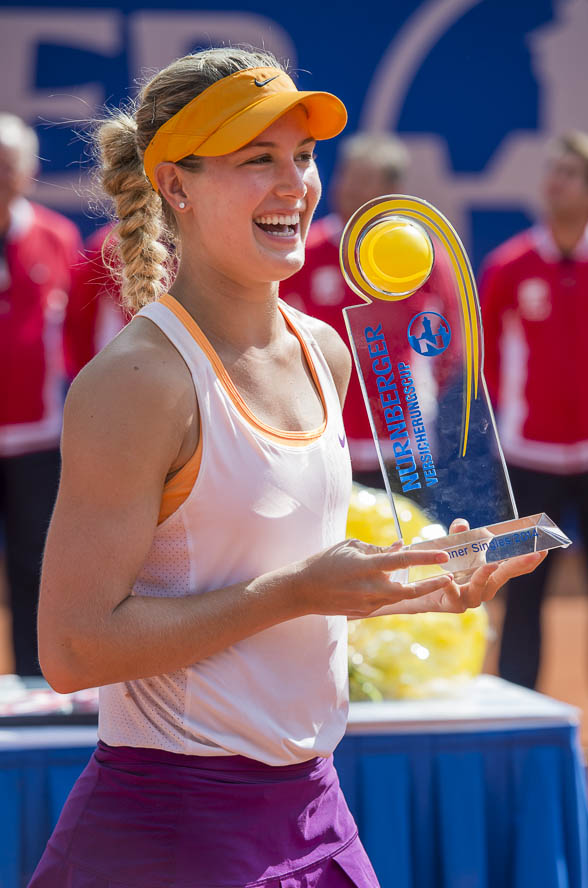
S vítěznou trofejí na norimberském turnaji, kde slavila svůj první titul ve WTA Tour

Z pozice turnajové šestky pronikla do semifinále dubnového Family Circle Cupu, jediné události konané na zelené antuce. Po volném losu na její raketě skončila ve druhém kole ruská hráčka Alla Kudrjavcevová, poté Venus Williamsová a konečně ve čtvrtfinále osmá hráčka světové klasifikace Jelena Jankovićová ze Srbska. V semifinále však nestačila na německou turnajovou čtrnáctku a pozdější vítězku Andreu Petkovicoou.
V květnu vyhrála první titul na okruhu WTA Tour, když nenašla přemožitelku na antukovém Nürnberger Versicherungscupu, do něhož vstupovala v roli druhé nasazené. Událost se konala v týdnu před pařížským grandslamem. Na cestě pavoukem na její raketě postupně skončily Barbora Záhlavová-Strýcová, Anastasia Rodionovová – oběma udělila „kanára“, Jaroslava Švedovová, která nezvládla dva tiebreaky, a v semifinále pak Italka Karin Knappová. V boji o titul si poradila s českou hráčkou Karolínou Plíškovou po třísetovém průběhu. Stala se tak první kanadskou vítězkou dvouhry na turnaji WTA Tour od titulu Aleksandry Wozniakové na Bank of the West Classic 2008 a šestou reprezentantkou „země javorového listu“, které se tento výkon podařil.
Na grandslamu French Open postoupila do osmifinále přes Šachar Pe'erovou, Julii Görgesovou a Johannu Larssonovou. Za 52 minut pak vyřadila devátou nasazenou Němku Angelique Kerberovou, což znamenalo páté vítězství nad hráčkou elitní desítky. Ve čtvrtfinále si poradila se španělskou antukářkou Carlou Suárezovou Navarrovou. Probojovala se tak do druhého grandslamového semifinále za sebou, v němž nestačila na světovou osmičku a vítězku turnaje Marii Šarapovovou po třísetovém průběhu. V následné pondělní klasifikaci WTA z 9. června se posunula na své dosavadní maximum, když jí patřilo 12. místo.

#### Sezóna na trávě

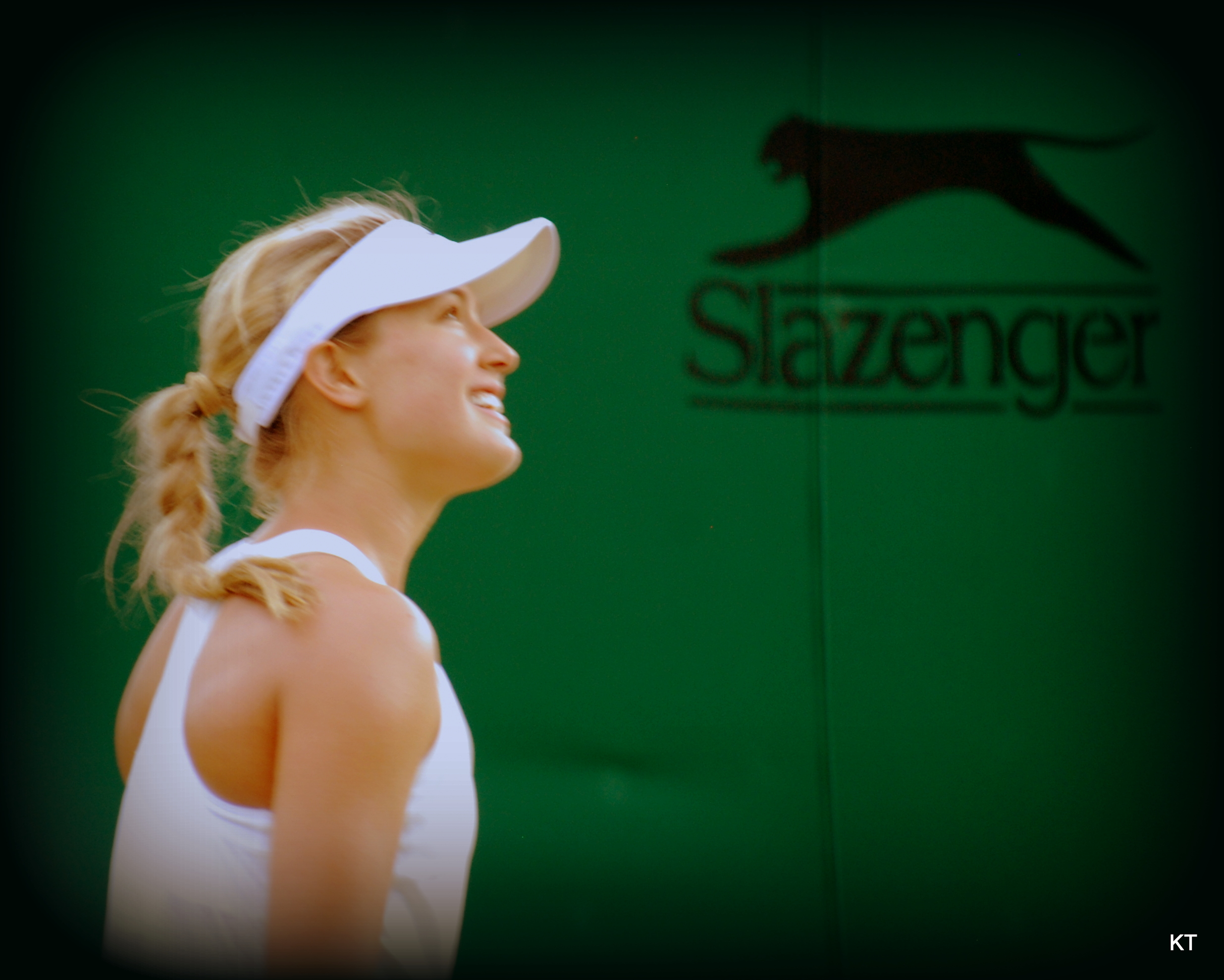
Ve Wimbledonu prohrála ve finále

Jako vůbec první Kanaďanka v historii se probojovala do finále dvouhry seniorského Grand Slamu, když v roli třinácté nasazené vyhrála šest zápasů v řadě na travnatém Wimbledonu. Na cestě pavoukem do posledního střetnutí neztratila žádný set. Ve čtvrtfinále zdolala německou turnajovou devítku Angelique Kerberovou a poté zůstala na její raketě světová trojka Simona Halepová.
Ve finále uhrála pouze tři gamy proti turnajové šestce a šampiónce z roku 2011 Petře Kvitové. V následném vydání žebříčku WTA ze 7. července pronikla poprvé v kariéře do elitní světové desítky, když jí patřilo 7. místo. Stala se tak nejvýše postavenou Kanaďankou v historii, když překonala 8. příčku krajanky Carling Bassettové-Segusové. V rámci „cesty do Singapuru“, žebříčku pro osm hráček kvalifikovaných na Turnaj mistryň 2014, se posunula z 8. pozice na 3. místo.

#### Letní a podzimní část
Letní US Open Series měla rozehrát na washingtonském Citi Open, z něhož se odhlásila pro zranění pravého kolena. Poprvé od wimbledonského finále se objevila na Rogers Cupu, konaném v jejím domovském Montréalu. Jako nasazená pětka obdržela volný los, aby ve druhém kole překvapivě podlehla americké kvalifikantce Shelby Rogersové po třísetovém průběhu, když od málo zkušené soupeřky obdržela dva „kanáry“.

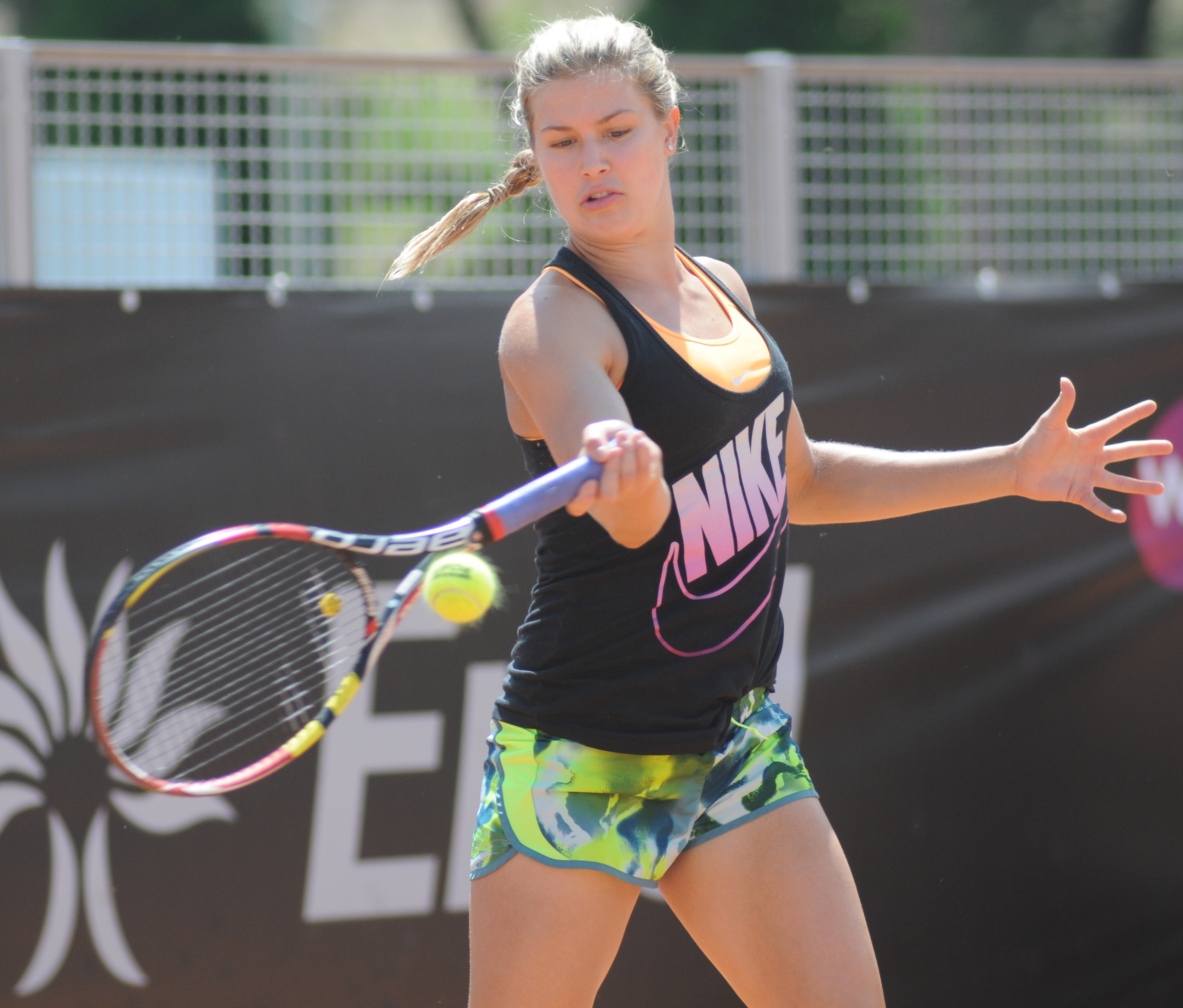
Trénink na Rome Masters

Jako turnajová sedmička vstoupila druhým kolem do Cincinnati Masters, v němž nenašla recept na Světlanu Kuzněcovovou. Ztráta formy pokračovala na Connecticut Open, kde v roli třetí nasazené skončila ve druhé fázi na raketě Samanthy Stosurové. Během srpnové série tak na amerických betonech nevyhrála ani jeden zápas. Na poslední grandslam sezóny US Open vstupovala v roli sedmé nejvýše postavené hráčky. Ve třetím kole přehrála turnajovou třicítku Barboru Záhlavovou-Strýcovou ve třech setech, aby ji v osmifinále vyřadila sedmnáctá nasazená Ruska Jekatěrina Makarovová, když nezvládla koncovky obou setů.
Asijskou část rozehrála premiérovým ročníkem Wuhan Open, kde v roli šesté nasazené prošla do svého prvního finále turnaje z kategorie Premier 5. Po volném losu na ni cestou pavoukem nestačily Mona Barthelová, Alison Riskeová, Alizé Cornetová a v semifinále světová sedmička Caroline Wozniacká. V repríze wimbledonského finále ji přehrála světová trojka Petra Kvitová, když prohrála za hodinu a dvacet minut. Na navazující povinné události China Open v Pekingu získala jako wuchanská semifinalistka volný los do druhého kola. V něm však nestačila na Sabinu Lisickou. 
Poprvé v kariéře se 2. října kvalifikovala na závěrečný Turnaj mistryň, premiérově hraný v Singapuru. V červené skupině ženské dvouhry však utržila tři hladké porážky od Sereny Williamsové, Any Ivanovićové a Simony Halepové, na níž uhrála nejvíce – pět gamů. Skončila na poslední čtvrté příčce.
Sezónu zakončila na 7. místě žebříčku WTA a byla vyhlášena hráčkou s největším zlepšením za rok 2014. Na konci listopadu pak ukončila po 8 letech spolupráci s americkým trenérem Nickem Savianim.

### 2015: Změna kouče a ústup z formy

#### Úvodní část
Novou sezónu zahájila jako reprezentantka Kanady na Hopmanově poháru, kde startovala po boku Vaska Pospisila. Hned své první utkání v soutěži nezvládla, když nestačila na Češku Lucii Šafářovou, které podlehla hladce a i díky tomu spolu s Pospisilem prohráli v sérii s Čechy 1–2 na zápasy. Poté v sérii se Spojenými státy zdolala světovou jedničku Serenu Williamsovou, zatímco Pospisil porazil Johna Isnera, díky čemuž zajistil Kanadě první vítězství v sérii na turnaji. V posledním utkání pak Bouchardová zdolala v souboji s Itálií i Flavii Pennettaovou, ale i přes vítězství v sérii 2–1 na zápasy skončili na druhém místě skupiny A za Spojenými státy a tak na turnaji skončili. Na prvním grandslamu sezóny melbournském Australian Open obhajovala semifinále a byla nasazené jako turnajová sedmička. Na úvod zdolala Němku Annu-Lenu Friedsamovou, ve 2. kole potom Kiki Bertensovou z Nizozemska, následně si poradila s Francouzkou Caroline Garciaovou a v osmifinále i s rumunskou tenistkou Irinou-Camelií Beguovou. Nad její síly byla až ve čtvrtfinále pozdější finalistka a hráčka nasazena v turnaji jako číslo dvě Maria Šarapovová, které podlehla ve dvou sadách.

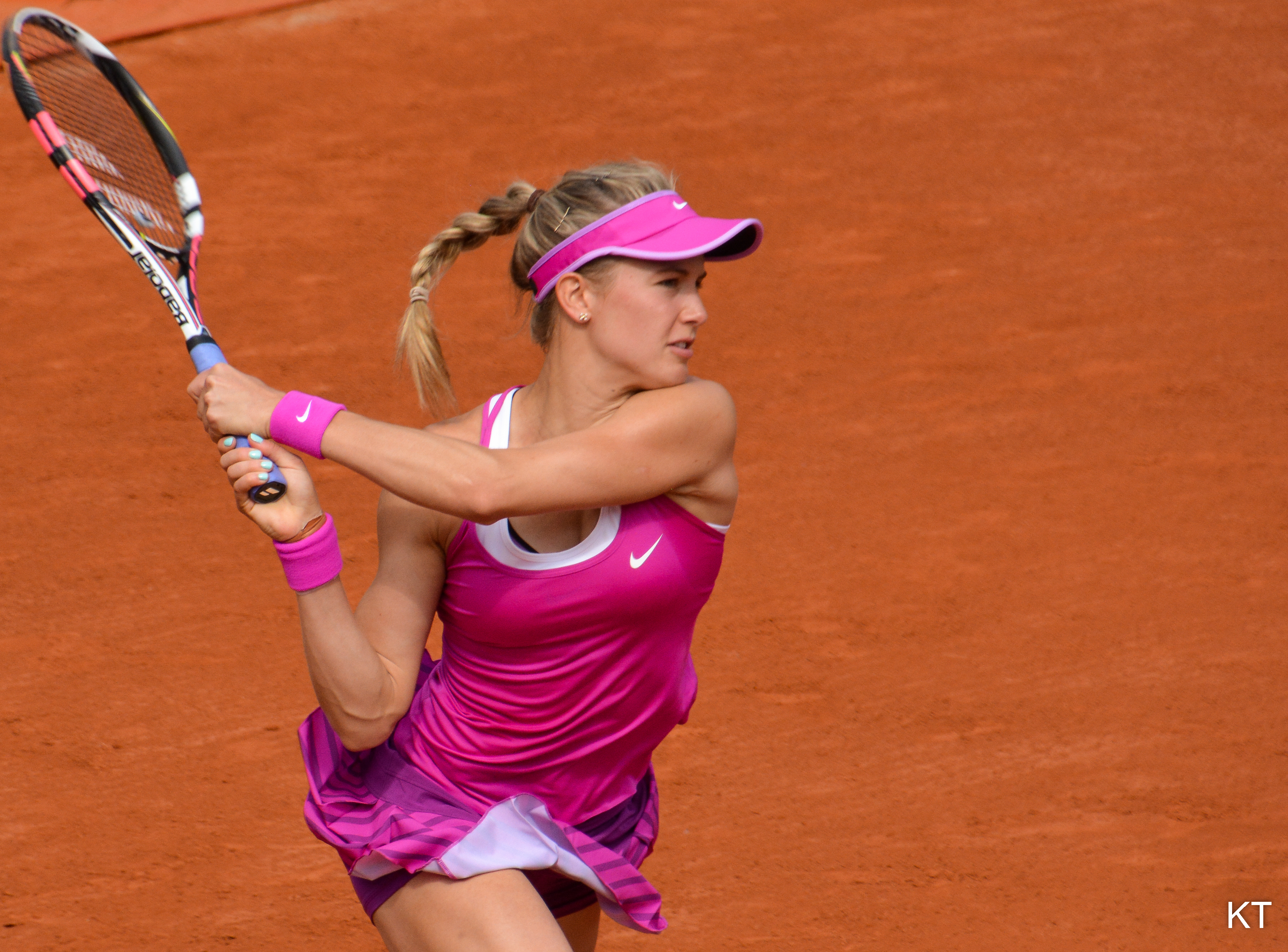
Bekhend na French Open v utkání s Kristinou Mladenovicovou

Začátkem února si našla nového trenéra, jímž se stal uznávaný francouzský trenér Sam Sumyk, který předtím vedl Viktorii Azarenkovou.
Po Australian Open startovala na obnoveném turnaji BNP Paribas Fortis Diamond Games v belgických Antverpách, který byl součástí kategorie WTA Premier. V turnaji plnila roli nejvýše nasazené hráčky, ale i přes volný los v 1. kole nestačila v další části na německou hráčku Monu Barthelovou.
V březnu pak startovala na Indian Wells Masters, kde měla jakožto 6. nasazená tenistka v 1. kole volný los. Následně prošla přes Lucii Hradeckou a Coco Vandewegheovou do osmifinále, v němž nestačila na kvalifikantku a reprezentantku Ukrajiny Lesju Curenkovou. O týden později v Miami – kde měla opět pro 1. kolo volný los – byla ve 2. kole vyřazena jinou kvalifikantkou Tatjanou Mariovou ze Slovinska7.

#### Antuková sezóna
Antukovou sezónu zahájila na dubnovém Family Circle Cupu v Charlestonu, jediném turnaji ženské sezóny hraném na zelené antuce. Jakožto turnajová jednička měla pro první kolo volný los, avšak hned v následném kole nestačila na nenasazenou Američanku Lauren Davisovou, které podlehla ve dvou setech. Kanadu pak reprezentovala v baráži Světové skupiny Fed Cupu proti Rumunsku, ale oba její singlové zápasy prohrála, když nejprve podlehla Alexandře Dulgheruové, aby následně prohrála i s Andreeou Mituovou. Kanada i díky porážkám Bouchardová prohrála v sérii 2–3 a spadla tak do Světové skupiny II. Ještě před úvodním klání však odmítla na předzápasovém losování podat dle tradice ruku soupeřce Dulgheruové, čímž způsobila menší rozruch.
V rámci přípravy na French Open zamířila do Španělska, kde se rozhodla startovat na turnaji Mutua Madrid Open. Hned v prvním utkání však nestačila na českou tenistku Barboru Strýcovou, které sice v 1. setu dala kanára, ale v dalších dvou sadách tahala za kratší konec provazu. Neúspěch navíc znamenal pro Bouchardovou už šestý prohraný zápas v řadě. Další týden na italském klání Rome Masters vyhrála svůj první zápas od března, poté, co přehrála ve druhém kole Zarinu Dijasovou z Kazachstánu, avšak hned v příštím kole podlehla ve třech setech pozdější finalistce domácí Carle Suárezové Navarrové. Na French Open, kam přijížděla jako obhájkyně semifinále, nestačila hned v 1. kole na Francouzku Kristinu Mladenovicovou, jíž podlehla ve dvou sadách. S výjimkou kvalifikace, tak byla vůbec poprvé na nějakém z Grand Slamu vyřazena už po prvním kole.

#### Sezóna na trávě

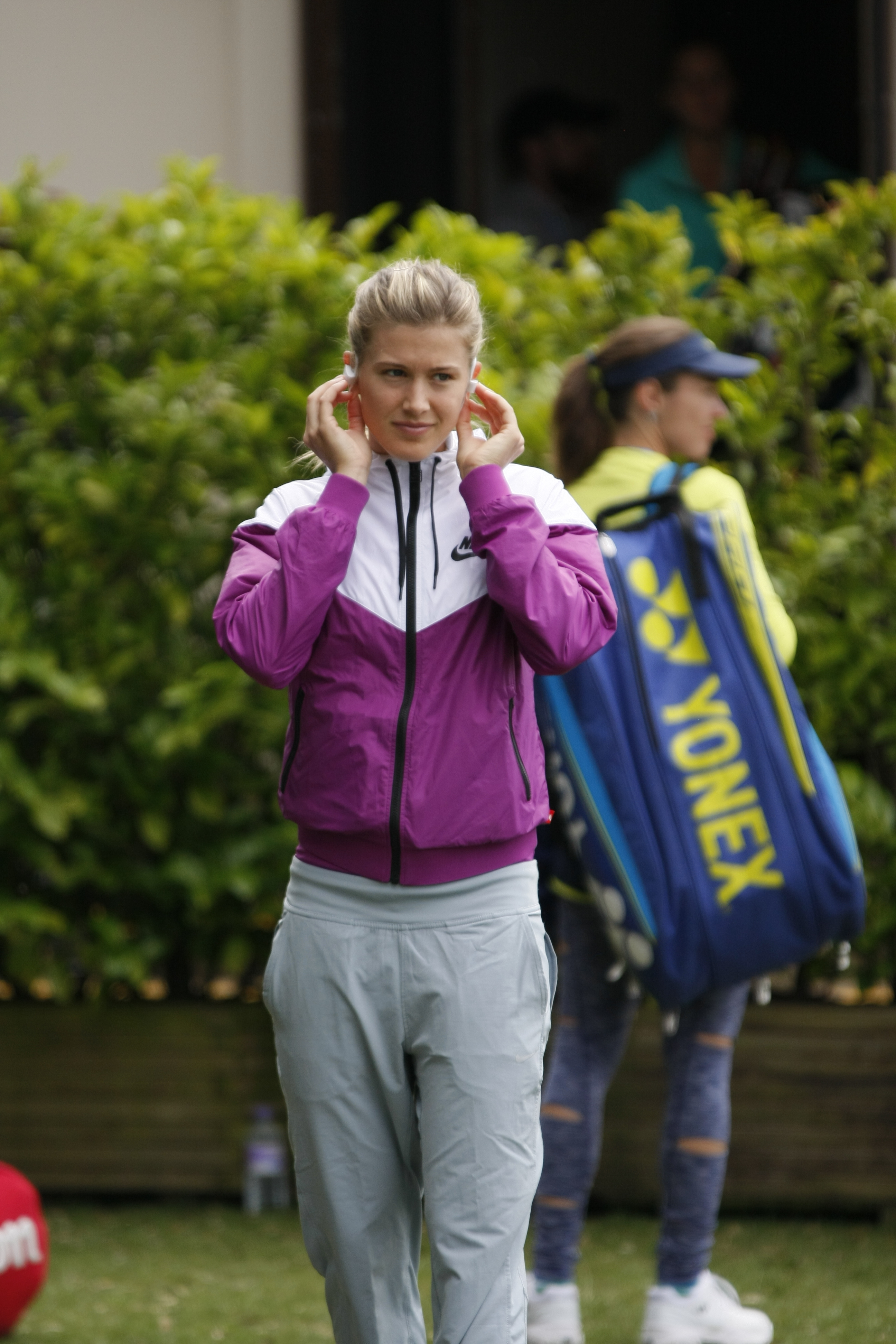
V Eastbourne, kde ve 3. kole skrečovala zápas s Belindou Bencicovou

Prvním turnajem na trávě se pro Bouchardovou stal podnik v nizozemském Rosmalenu, kde byla nasazena jako hráčko číslo jedna. V úvodním kole však nepřešla přes kazašskou tenistku Jaroslavu Švedovovou, když jí podlehla ve třech setech, i přesto, že ve třetí sadě vedla už 4–0. Série porážek pro Kanaďanku pokračovala dál, když nezvládla přejít přes druhé kolo, poté, co dostala na turnaji Aegon Classic v Birminghamu od Mladenovicové ve třetím setu kanára (v 1. kole měla jakožto nasazená hráčka volný los). Své první utkání na trávě vyhrála až na turnaji v Eastbourne, když dokázala ve druhém kole zdolat ve dvou setech specialistku na tento povrch Alison Riskeovou ze Spojených států. Nicméně, kvůli zranění břišního svalu musela skrečovat následné utkání proti švýcarské teenagerce a pozdější vítězce celého podniku Belindě Bencicové. Své zranění pak po utkání komentovala: „Nebylo by rozumné pokračovat v zápase a riskovat, že se vyřadím ze hry na delší dobu. Je to druh zranění, který potřebuje okamžitou péči.“ Po turnaji zamířila jakožto světová hráčka číslo 12 do Wimbledonu, kde měla obhajovat finálovou účast z předešlého roku. Hned v prvním kole však prohrála s čínskou kvalifikantkou a 117. ženu žebříčku Tuan Jing-jing. Na pozápasové tiskové konferenci pak přiznala, že i kvůli nataženým břišním svalům nemohla pořádně servírovat: „Ale není to výmluva, protože jsem se rozhodla hrát. Nebylo to nejchytřejší rozhodnutí, ale nemohla jsem vzdát Wimbledon. Byla jsem zatejpovaná. Cítila jsem se dobře. Snažila jsem se nemyslet, ale moc jsem netrénovala.“ Porážka ji sešoupla na 26. místo žebříčku WTA, čímž vypadla z TOP 20, poprvé od svého semifinálového vystoupení na Australian Open 2014.

#### Letní a podzimní část
Po nepřesvědčivých výkonech v průběhu sezóny ukončila po šesti měsících spolupráci s koučem Samem Sumykem.
Prvním turnajem po více než měsíci se stal pro ní domácí srpnový Rogers Cup odehrávající se v torontském areálu Rexall Centre. V 1. kole nestačila ve třech setech na pozdější finalistku Belindu Bencicovou. V Cincinnati pak po téměř dvou měsících zvítězila, když zdolala ukrajinskou kvalifikantku Katerynu Bondarenkovou po výhře ve dvou tiebreacích. Poté však byla vyřazena další Ukrajinkou Elinu Svitolinovou, jež na turnaji došla do semifinále. Na Connecticut Open v americkém New Havenu uhrála jediný game proti Italce Robertě Vinciové a prohrála tak už patnáctý z posledních osmnácti zápasů.
Před US Open se na její přípravě podílel bývalý americký tenista Jimmy Connors. Na turnaji pak přešla v prvním kole přes domácí Alison Riskeovou, následně i přes Slovinku Polonu Hercogovou, kterou udolala po třech sadách a poprvé v sezóně od březnového Indian Wells zvládla zvítězit ve dvou utkáních na jednom turnaji. Ve 3. kole, po bezmála třech hodinách boje udolala Slovenku Dominiku Cibulkovou a postupem do osmifinále vyrovnala svůj nejlepší výsledek z předchozího roku. Poprvé od Australian Open (po skoro osmi měsících) vyhrála víc než dva zápasy po sobě. Na turnaji se vracela do původní formy, když se jí dařilo i v ženské a smíšené čtyřhře. Den před osmifinálovým utkáním s Robertou Vinciovou však utrpěla otřesu mozku, který si přivodila krátce po zápase mixu s Australanem Nickem Kyrgiosem, když podklouzla v šatně na čerstvě vytřené podlaze a praštila se do hlavy. Kvůli zranění se musela odhlásit z několika následujících turnajů a po incidentu se jejím prvním zápasem stalo utkání s Andreou Petkovicovou na China Open v Pekingu, kde však musela ve druhém setu zápas skrečovat poté, co trpěla závratěmi, které byly způsobeny následky po otřesu mozku. O několik dní později se rozhodla zažalovat americkou tenisovou asociaci (USTA) kvůli svému pádu v šatnách během US Open. Federaci vinila z nedbalosti a požadovala finanční odškodnění. Žalobu podala u soudu v Brooklynu a nacházelo se v ní že: "cizí kluzká a nebezpečná látka na podlaze" způsobila její pád, kvůli kterému utrpěla "vážná poranění hlavy, včetně – ale nejen to – otřesu mozku"

### 2016: Návrat po zranění

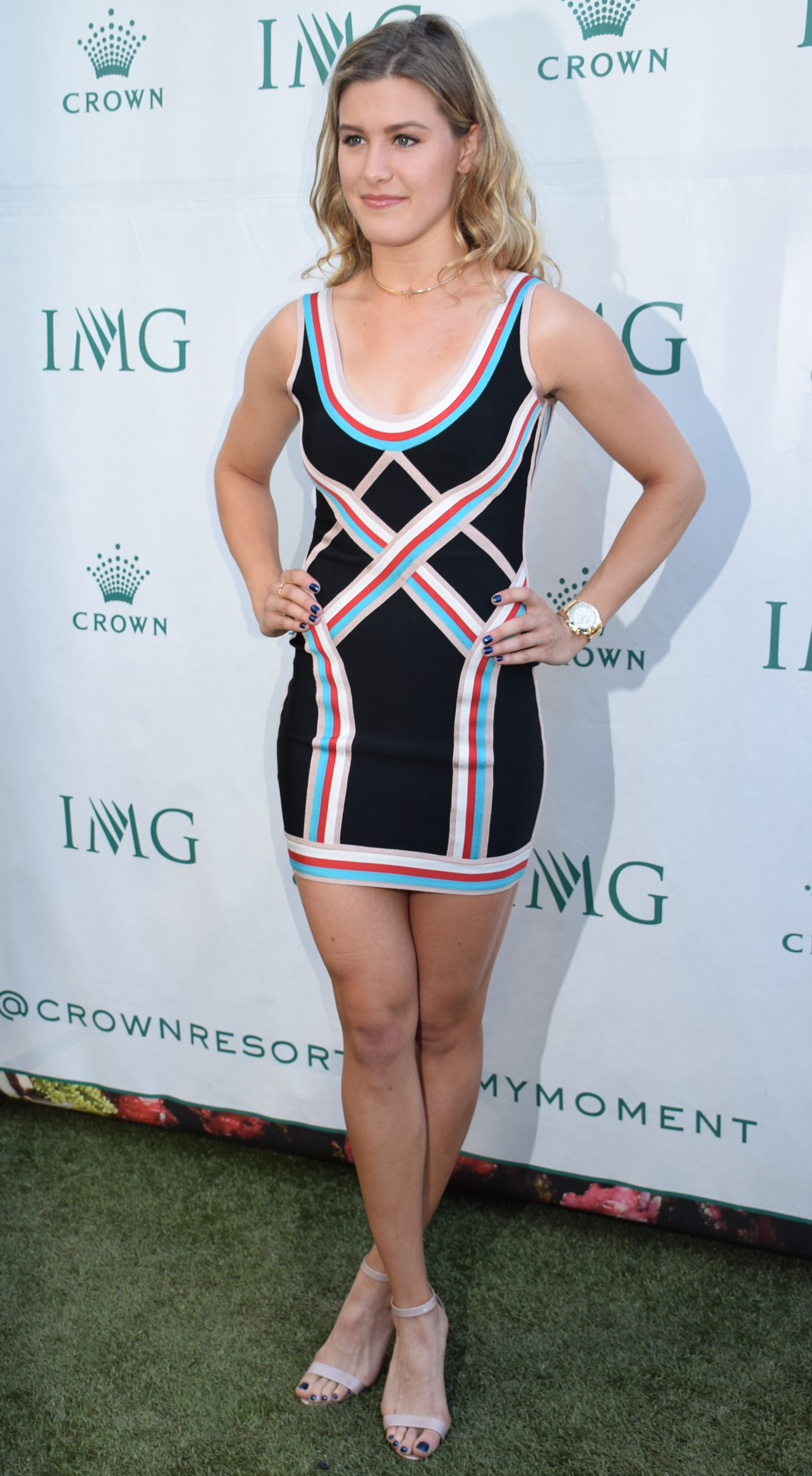
Na na lednové společenské akci Australian Open 2016 v Melbourne

Po více než třech měsících od svého posledního zápasu zahájila sezónu 2016 dvěma vítězstvími v prvních dvou kolech v čínském Šen-čenu, když zdolala Chorvatku Donnu Vekićovou, respektive Američanku Nicole Gibbsovou. Ve čtvrtfinále však byla nad její síly maďarská hráčka Tímea Babosová. Následující týden na Hobart International zaznamenala téměř po roce nejvíce vítězství na turnaji, když v 1. kole ztratila pouhé tři hry s americkou tenistkou Bethanie Mattekovou-Sandsovou a následně si ve dvou setech poradila s Alison Van Uytvanckovou z Belgie. Po následných výhrách nad Camilou Giorgiovou a Dominikou Cibulkovou postoupila do svého prvního finále od turnaje v čínském Wu-chan v září roku 2014. Ve finále však nestačila na Francouzku Alizé Cornetovou.
Na prvním grandslamu sezóny Australian Open v Melbourne na úvod zdolala Srbku Aleksandru Krunićovou. Ve 2. kole však podlehla ve dvou setech Agnieszke Radwańské z Polska. Na únorovém Qatar Total Open postoupila do 3. kola, kde nezvládla utkání s čínskou tenistkou Čeng Saj-saj. Začátkem března v Kuala Lumpur postoupila až do finále, když z turnaje postupně vyřadila Čang Ling, Kurumi Narovou, Çağla Büyükakçay a v semifinále i nenasazenou Britku Naomi Broadyovou. V něm po velké bitvě podlehla Elině Svitolinové z Ukrajiny.
Následně startovala na Indian Wells Masters, kde jakožto nenasazená ve 3. kole prohrála se švýcarskou hráčkou Timeou Bacsinszkou. O týden později v Miami ztroskotala v úvodním kole na Češce Lucii Hradecké, se kterou tak ze čtyř vzájemných zápasu prohrála potřetí.
Po oboustranné dohodě ukončila spolupráci s Thomasem Högstedtem a jejím trenérem se před začátkem antukové sezóny stal opět Nick Saviano, pod jehož vedením dosáhla na největší úspěchy. Na turnajích Mutua Madrid Open a Internazionali BNL d'Italia se ji moc nedařilo, když v prvním případě skončila hned v úvodním kol na raketě Iriny-Camelie Beguové, a ve druhém ve dvou sadách podlehla Češce Barboře Strýcové, když v utkání uhrála pouhý jeden gem. Na French Open, vrcholu antukové sezóny, postoupila přes Němku Lauru Siegemundovou do druhého kola, ale tam opět ve dvou sadách prohrála s Timeou Bacsinszkou, přestože vedla v prvním setu 4–1. Po zápase veřejně připustila, že její utkání v předchozím sezóně dosti ovlivňoval stres, kvůli němuž nemohla jíst: „Před zápasy jsem byla hodně nervózní a měla jsem před nimi problém jíst. A to nejen před nimi, to se mi dělo i během jiných jídel ve dnu.“ To rozvířilo debatu, že si poruchu příjmu potravy vyvolala sama, což však záhy popřela.

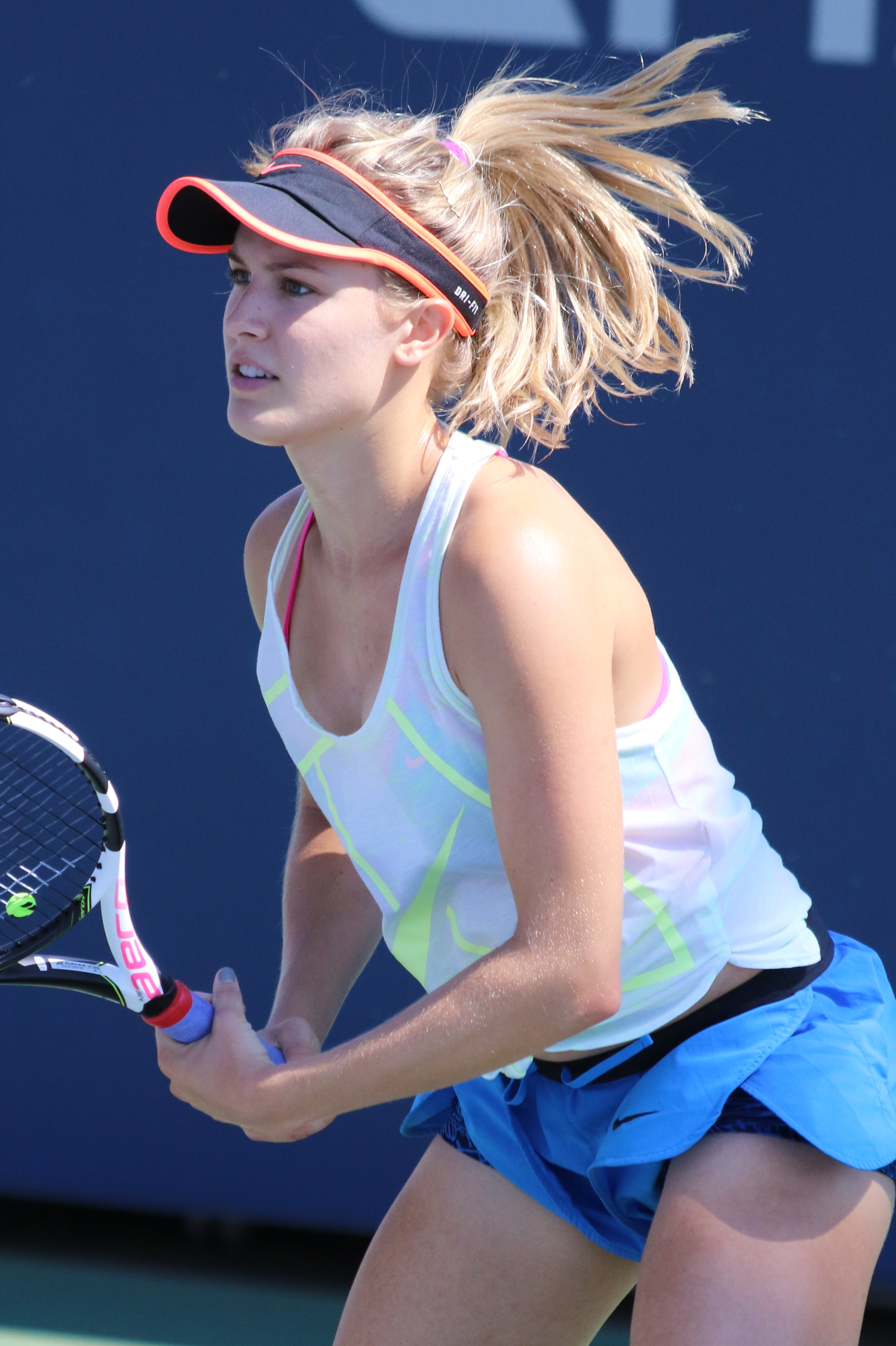
Během US Open

Travnatou sezónu zahájila na turnaji v nizozemském 's-Hertogenboschi, kde se jako sedmá nasazená nečekaně rychle poroučela, když podlehla dvacetileté belgické kvalifikantce Elise Mertensové. Na novém travnatém turnaji ve španělské Mallorce byla vyřazena ve 2. kole Anastasiji Sevastovovou z Lotyšska. Na AEGON Classic v Birminghamu pak po vítězstvích nad americkou hráčkou Varvarou Lepčenkovou a Irinou-Camelií Beguovou ztroskotala ve 3. kole na Agnieszke Radwańské. Ve Wimbledonu, třetím Grand Slamu sezóny, na úvod ve dvou setech porazila Slovenku Magdalénu Rybárikovou. Následně si po třísetovém utkání poradila s domácí Johannou Kontaovou, aby ji z turnaje vyřadila jiná Slovenka Dominika Cibulková.
Po travnaté části sezóny odcestovala do Severní Ameriky, kde na washingtonském Citi Open skončila jako pátá nasazená v úvodním kole na raketě Camily Giorgiové. V kanadském Montréalu, podniku kategorie Premier 5, zvládla ve třech setech 1. kolo proti Češce Lucii Šafářové. Ve druhém kole oplatila porážku z Wimbledonu Dominice Cibulkové, když ji v celém utkání povolila pouhé dva gemy. Ve 3. kole však byla nad její síly další slovenská tenistka a 121. hráčka světa Kristína Kučová, se kterou prohrála za téměř dvě a půl hodiny ve třech setech.
V roli nenasazené tenistky odehrála srpnový olympijský turnaj v brazilském Riu de Janeiru. V singlové části se přes Sloane Stephensovou z USA dostala do 2. kola, kde vypadla s pozdější německou finalistkou Angelique Kerberovou. Šanci měla ještě v deblovém pavouku, kde však spolu s Gabrielou Dabrowskou skončila ve stejné části jako ve dvouhře, když podlehly českému páru Lucie Šafářová a Barbora Strýcová. Po hrách se přesunula opět do Severní Ameriky, kde na americkém turnaji Western & Southern Open v Cincinnati musela kvůli nízkému žebříčkovému postavení zdárně absolvovat kvalifikaci. V úvodním kole však podruhé v sezóně nestačila na Barboru Strýcovou. Výhrou načala podnik v New Havenu, kde si ve dvou setech poradila s německou hráčkou Annikou Beckovou. V další fázi ji vystavila stopku Češka Petra Kvitová, s níž prohrála a ani ve čtvrtém vzájemném utkání ji nedokázala vzít set. Navíc vypadla z posledního grandslamu sezony US Open hned v 1. kole, kdy nestačila na další českou tenistku Kateřinu Siniakovou.
V polovině září pak startovala v kanadském Québecu, kde ji pořadatelé přidělili pozici nejvýše nasazené hráčky. V 1. kole si poradila ve dvou setech s Lucemburčankou Mandy Minellaovou. V další fázi však podlehla hladce Alle Kudrjavcevové z Ruska. Na turnajích v rakouském Linzi a v lucemburském Lucemburku skončila vždy v úvodním kole, když v prvním případě nestačila na Anett Kontaveitovou z Estonska a ve druhém na Češku Denisu Allertovou. Turnaj se pro ni stal posledním v sezóně, kterou zakončila na 47. pozici.

### 2017
Sezónu pak zahájila prohrou v úvodním kole na turnaji Brisbane International v australském Brisbane, když ve třech setech nestačila na americkou tenistku Shelby Rogersovou.

### 2021–2022: Zranění a propad mimo žebříček
V kvalifikaci Australian Open 2021 dohrála ve druhém kole. Na Lyon Open byla poražena hned v prvním kole. Na Abierto Zapopan v mexické Guadalajaře startovala jako divoká karta. Cestou do osmého kariérního finále postupně vyřadila Dolehideovou, Juvanovou, McNallyovou a Cocciarettovou. Ve finále však nestačila na Saru Sorribesovou Tormovou. Po prohře v prvním kole Monterrey Open následovala herní pauza kvůli zranění zad. Během rekonvalescence spolupracovala s kanálem Tennis Channel v roli komentátorky.
Na kurty se vrátila v srpnu 2022. Původně uvažovala o návratu již ve Wimbledonu, který však vynechala po rozhodnutí řídící organizace WTA nepřiznat turnaji žebříčkové body. První zápas v roce 2022 tak odehrála na turnaji v kanadském Vancouveru spadajícího do nižší kategorie WTA 125. Na úvod kvalifikace US Open 2022 přehrála Japonku Juki Naitóovou, ale poté podlehla 17leté Češce Lindě Noskové ve dvou setech.

## Trenérské vedení
Od června 2011 se na její přípravě podílela bývalá francouzská finalistka Wimbledonu Nathalie Tauziatová, která s ní ukončila spolupráci v roce 2013. V téže sezóně ji vedl Portugalec António van Grichen. V roce 2014 navázala spolupráci s Nickem Savianem a mezi únorem a srpnem 2015 s Francouzem Samem Sumykem. Do dubna 2016 hrála osm měsíců pod koučem Thomasem Högstedtem. Poté ji podruhé koučoval Saviano, na začátku sezóny 2017 opět Högstedt a pak bývalý americký tenista Harold Solomon. Od roku 2018 se ve floridské Tenisové akademii připravovala s Michaelem Joycem, který ji dovedl k prvnímu deblovému titulu na ASB Classic 2019. V červenci 2019 převzal trenérské vedení Jorge Todero. V roce 2020 navázala spolupráci s Australankou Rennae Stubbsovou.

## Ocenění
- 2013 – WTA – nováček roku[33][34]
- 2013 – nejlepší tenistka Kanady[126]
- 2013 – Cena Bobbie Rosenfeldové – nejlepší sportovkyně Kanady[127]
- 2014 – WTA – hráčka s největším zlepšením
- 2014 – nejlepší tenistka Kanady[128]
- 2014 – Cena Bobbie Rosenfeldové – nejlepší sportovkyně Kanady[129]

## Finále na Grand Slamu

### Ženská dvouhra: 1 (0–1)
| Stav       | rok  | turnaj    | povrch | soupeřka ve finále | výsledek |
| ---------- | ---- | --------- | ------ | ------------------ | -------- |
| Finalistka | 2014 | Wimbledon | tráva  | Petra Kvitová      | 3–6, 0–6 |

## Finále na okruhu WTA Tour
| Legenda                                          |
| ------------------------------------------------ |
| D – dvouhra; Č – čtyřhra                         |
| Grand Slam (0–1 D)                               |
| Turnaj mistryň (0)                               |
| Premier Mandatory & Premier 5 / WTA 1000 (0–1 D) |
| Premier / WTA 500 (0)                            |
| International / WTA 250 (1–4 D; 1–4 Č)           |

### Dvouhra: 8 (1–7)
| Stav       | Č. | Datum            | Turnaj                                | Povrch | Soupeřka ve finále       | Výsledek           |
| ---------- | -- | ---------------- | ------------------------------------- | ------ | ------------------------ | ------------------ |
| Finalistka | 1. | 13. října 2013   | Ósaka, Japonsko                       | tvrdý  | Samantha Stosurová       | 6–3, 5–7, 2–6      |
| Vítězka    | 1. | 24. května 2014  | Norimberk, Německo                    | antuka | Karolína Plíšková        | 6–2, 4–6, 6–3      |
| Finalistka | 2. | 5. července 2014 | Wimbledon, Londýn, Spojené království | tráva  | Petra Kvitová            | 3–6, 0–6           |
| Finalistka | 3. | 27. září 2014    | Wu-chan, Čína                         | tvrdý  | Petra Kvitová            | 3–6, 4–6           |
| Finalistka | 4. | 16. ledna 2016   | Hobart, Austrálie                     | tvrdý  | Alizé Cornetová          | 1–6, 2–6           |
| Finalistka | 5. | 6. března 2016   | Kuala Lumpur, Malajsie                | tvrdý  | Elina Svitolinová        | 7–6(7–5), 4–6, 5–7 |
| Finalistka | 6. | 13. září 2020    | Istanbul, Turecko                     | antuka | Patricia Maria Țigová    | 6–2, 1–6, 6–7(4–7) |
| Finalistka | 7. | 14. března 2021  | Guadalajara, Mexiko                   | tvrdý  | Sara Sorribesová Tormová | 2–6, 5–7           |

### Čtyřhra: 5 (1–4)
| Stav       | Č. | Datum          | Turnaj                          | Povrch    | Spoluhráčka         | Soupeřky ve finále                        | Výsledek              |
| ---------- | -- | -------------- | ------------------------------- | --------- | ------------------- | ----------------------------------------- | --------------------- |
| Finalistka | 1. | 3. srpna 2013  | Washington, D.C., Spojené státy | tvrdý     | Taylor Townsendová  | Šúko Aojamová Věra Duševinová             | 3–6, 3–6              |
| Finalistka | 2. | 5. srpna 2017  | Washington, D.C., USA (2)       | tvrdý     | Sloane Stephensová  | Šúko Aojamová Renata Voráčová             | 3–6, 2–6              |
| Finalistka | 3. | 21. října 2017 | Lucemburk, Lucembursko          | tvrdý (h) | Kirsten Flipkensová | Lesley Kerkhoveová Lidzija Marozavová     | 7–6(7-4), 4–6, [6–10] |
| Vítězka    | 1. | 5. ledna 2019  | Auckland, Nový Zéland           | tvrdý     | Sofia Keninová      | Paige Mary Houriganová Taylor Townsendová | 1–6, 6–1, [10–7]      |
| Finalistka | 4. | 7. března 2021 | Lyon, Francie                   | tvrdý (h) | Olga Danilovićová   | Viktória Kužmová Arantxa Rusová           | 6–3, 5–7, [7–10]      |

## Finálové účasti na turnajích okruhu ITF
| $100 000 tournaments |
| $75 000 tournaments  |
| $50 000 tournaments  |
| $25 000 tournaments  |
| $10 000 tournaments  |

### Dvouhra: 7 (6–1)
| Stav       | Č. | Datum             | Turnaj              | Povrch | Soupeřka ve finále   | Výsledek      |
| ---------- | -- | ----------------- | ------------------- | ------ | -------------------- | ------------- |
| Vítězka    | 1. | 5. února 2011     | Burnie, Austrálie   | tvrdý  | Čeng Saj-saj         | 6–4, 6–3      |
| Vítězka    | 2. | 10. dubna 2011    | Šibenik, Chorvatsko | antuka | Jessica Ginierová    | 6–2, 6–0      |
| Vítězka    | 3. | 12. května 2012   | Båstad, Švédsko     | antuka | Katharina Lehnertová | 7–6(7–4), 6–0 |
| Vítězka    | 4. | 19. května 2012   | Båstad, Švédsko     | antuka | Milana Špremová      | 6–3, 6–0      |
| Vítězka    | 5. | 22. července 2012 | Granby, Kanada      | tvrdý  | Stéphanie Duboisová  | 6–2, 5–2skreč |
| Finalistka | 1. | 28. října 2012    | Saguenay, Kanada    | tvrdý  | Madison Keysová      | 4–6, 2–6      |
| Vítězka    | 6. | 4. listopadu 2012 | Toronto, Kanada     | tvrdý  | Sharon Fichmanová    | 6–1, 6–2      |

### Čtyřhra: 4 (1–3)
| Stav       | Č. | Datum              | Turnaj           | Povrch | Spoluhráčka        | Soupeřky ve finále                    | Výsledek         |
| ---------- | -- | ------------------ | ---------------- | ------ | ------------------ | ------------------------------------- | ---------------- |
| Finalistka | 1. | 9. července 2011   | Waterloo, Kanada | antuka | Megan Moulton-Levy | Alexandra Muellrová Asia Muhammad     | 3–6, 6–3, [7–10] |
| Vítězka    | 1. | 22. dubna 2012     | Dothan, USA      | antuka | Jessica Pegulaová  | Sharon Fichmanová Marie-Ève Pelletier | 6–4, 4–6, [10–5] |
| Finalistka | 2. | 2. listopadu 2012  | Toronto, Kanada  | tvrdý  | Jessica Pegulaová  | Gabriela Dabrowská Alla Kudrjavcevová | 2–6, 6–7(2–7)    |
| Finalistka | 3. | 11. listopadu 2012 | Phoenix, USA     | tvrdý  | Ulrikke Eikeriová  | Jacqueline Caková Natalie Pluskotová  | 3–6, 6–2, [4–10] |

## Finále na juniorce Grand Slamu

### Dvouhra juniorek: 1 (1–0)
| Stav    | Rok  | Turnaj    | Povrch | Soupeřka ve finále | Výsledek |
| ------- | ---- | --------- | ------ | ------------------ | -------- |
| Vítězka | 2012 | Wimbledon | tráva  | Elina Svitolinová  | 6–2, 6–2 |

### Čtyřhra juniorek: 2 (2–0)
| Stav    | Rok  | Turnaj    | Povrch | Spoluhráčka        | Soupeřky ve finále              | Výsledek      |
| ------- | ---- | --------- | ------ | ------------------ | ------------------------------- | ------------- |
| Vítězka | 2011 | Wimbledon | tráva  | Grace Minová       | Demi Schuursová Tang Haochen    | 5–7, 6–2, 7–5 |
| Vítězka | 2012 | Wimbledon | tráva  | Taylor Townsendová | Belinda Bencicová Ana Konjuhová | 6–4, 6–3      |

## Finále soutěží družstev: 1 (1–0)
| Výsledek | č. | datum a místo konání                                                                             | spoluhráčky                                                                | soupeřky                                                                                                 | skóre |
| -------- | -- | ------------------------------------------------------------------------------------------------ | -------------------------------------------------------------------------- | --- | ----- |
| Vítězka  | 1. | Billie Jean King Cup 2023 12. listopadu 2023 Sevilla, Španělsko tvrdý (hala), Estadio La Cartuja | Leylah Fernandezová Rebecca Marinová Marina Stakusicová Gabriela Dabrowská | Itálie                                                                                                   | 2–0   |
| Vítězka  | 1. | Billie Jean King Cup 2023 12. listopadu 2023 Sevilla, Španělsko tvrdý (hala), Estadio La Cartuja | Leylah Fernandezová Rebecca Marinová Marina Stakusicová Gabriela Dabrowská | Jasmine Paoliniová Martina Trevisanová Elisabetta Cocciarettová Lucia Bronzettiová Lucrezia Stefaniniová | 2–0   |

## Postavení na konečném žebříčku WTA

### Dvouhra
| Rok    | 2008  | 2009    | 2010   | 2011   | 2012   | 2013  | 2014 | 2015  | 2016  | 2017  | 2018  | 2019   |
| Pořadí | 1104. | ▲ 1068. | ▲ 538. | ▲ 302. | ▲ 144. | ▲ 32. | ▲ 7. | ▼ 48. | ▲ 47. | ▼ 81. | ▼ 89. | ▼ 224. |

### Čtyřhra
| Rok    | 2010 | 2011   | 2012   | 2013   | 2014   | 2015   | 2016    | 2017   | 2018   | 2019   |
| Pořadí | 527. | ▲ 362. | ▲ 191. | ▲ 132. | ▼ 230. | ▼ 365. | ▼ 1039. | ▼ 112. | ▼ 305. | ▲ 192. |